# 심달원
심달원(沈達源, 1494년 ~ 1535년 11월 20일)은 조선 중기의 문신으로, 본관은 청송(靑松), 자는 자용(子容)이다. 기묘명현(己卯名賢)에 책록되었다.

## 가계
세조 때 영의정을 지낸 청송부원군(靑松府院君) 심회(沈澮)의 증손으로, 영의정에 증직된 심순문(沈順門)의 차남이고, 명종 때 영의정을 지낸 청천부원군(靑川府院君) 심연원(沈連源)의 동생이며, 동지돈녕부사 심봉원(沈逢源), 명종 때 좌의정을 지낸 심통원(沈通源)의 형이다. 또한, 중종 때 이조참판을 지낸 윤희인(尹希仁)의 사위이다. 뒤에 7촌 아저씨이자 금천현감 심형의 양자가 되었다.
학생 신분일 때인 1506년 중종 반정 직후 형 심연원과 함께 정국원종공신 3등에 녹선되었다. 김안국의 문하생으로 수학하였으며 1509년 정시에 급제하였다.

## 관력
1517년 별시문과(別試文科)에 을과로 급제하여, 권지승문원정자가 된 뒤 예문관검열, 홍문관 저작, 승정원주서 등을 지냈다. 1519년 홍문관부수찬, 이조좌랑으로 재직 중에는 중국어를 잘 하여 승정원의 직책을 겸직하였다. 그해 홍문관 수찬 겸 경연관 검토관을 거쳐, 홍문관 부수찬(副修撰)으로 숙직하던 중, 기묘사화(己卯士禍)가 일어나자, 조광조(趙光祖)의 당이라 하여, 제1착으로 투옥된 후, 유배되었다. 얼마 후, 풀려나, 이조좌랑을 거쳐, 1522년 성균관 직강을 지냈으며, 중국어에 능통하여, 1528년 명나라에 가는 성절사(聖節使)를 질정관으로 수행했다. 1523년)중종 18년) 개성부도사, 1528년 훈련원부정이 되고, 1531년 성균관사성, 장악원정, 군기시정을 역임했다. 이후 승문원판교에 임명됐다가 파직당했다.
이후, 호군(護軍)·승문원 판교(判校)를 거쳐, 1534년 장악원정으로 복직했다. 1534년 문과 중시에 급제하였다. 1535년 통례원 우통례(右通禮)를 거쳐 그해 통례원 좌통례(左通禮)에 이르렀다. 
뒤에 아들 심전이 광국 원종공신 2등이 되자 그의 영귀로 이조참판 겸 동지경연사 홍문관제학(吏曹參判兼 同知經筵事 弘文館提學)에 추증되었다. 영조 때, 기묘명현(己卯名賢)의 한 사람에 책록되어, 이조판서에 추증되었다.

## 가족 관계
- 할아버지 : 심원(沈湲)
- 아버지 : 심순문(沈順門)
- 어머니 : 평산 신씨 - 신영석(申永錫)의 딸
  - 형 : 심연원(沈蓮源, 1491 ~ 1558)
  - 남동생 : 심봉원(沈逢源)
  - 남동생 : 심통원(沈通源, 1499 ~ 1572)
  - 부인 : 파평 윤씨 - 이조참판 윤희인(尹希仁)의 딸[5]
    - 장녀 : 심난봉(沈鸞鳯, 1512 ~ ?)
    - 사위 : 황양정(荒壤正) 이수린(李壽麟)
      - 손녀 : 전주 이씨(1528 ~ ?) - 순흥 안씨 판관(判官) 안광국(安光國)의 처
      - 손녀 : 이여순(李女順, 1532 ~ ?)
      - 손자 : 청원군 이간(靑原君 李侃, 1539 ~ ?)
      - 손녀 : 청주 한씨 인의(引儀) 한광립(韓匡立)의 처

    - 장남 : 심진(沈搢)
    - 며느리 : 고령 신씨 - 사인(舍人) 신석윤(申石澗)의 딸
      - 손자 : 심우명(沈友明, 1533 ~ ?)
      - 손녀 : 심축생(沈丑生, 1541 ~ ?)
      - 손녀 : 심술생(沈戌生, 1550 ~ ?)

    - (첩)며느리 : 이름 미상
      - 서손자 : 심우공(沈友恭)

    - 차남 : 심자(沈鎡)
    - 며느리 : 능성 구씨 - 군수(郡守) 구사겸(具思謙)의 딸
      - 손자 : 심우직(沈友直, 1535 ~ ?)
      - 손자 : 심우익(沈友益, 1541 ~ ?)
      - 손자 : 심우정(沈友正, 1546 ~ ?)
      - 손자 : 심우경(沈友敬)

    - 3남 : 심전(沈銓, 1521 ~ ?)
    - 며느리 : 전의 이씨 - 현감(縣監) 이한(李翰)의 딸
      - 손자 : 심우선(沈友善, 1541 ~ ?)
      - 손녀 : 심희(沈希, 1543 ~ ?)
      - 손자 : 심우준(沈友俊, 1547 ~ ?)
      - 손녀 : 심계(沈季, 1549 ~ ?)
      - 손자 : 심우승(沈友勝, 1551 ~ 1602)
      - 손녀 : 심옥(沈玉, 1553 ~ ?)
      - 손녀 : 심종(沈終, 1554 ~ ?)
      - 손녀 : 심말(沈末, 1556 ~ ?) - 정기원(鄭期遠)의 처
      - 손자 : 심우단(沈友端, 1560 ~ ?)

    - (첩)며느리 : 우옥(友玉) - 양민 출신
      - 서손녀 : 심지옥(沈枝玉, 1553 ~ ?)
      - 서손자 : 심우삼(沈友三, 1565 ~ ?)
      - 서손자 : 심우근(沈友謹, 1566 ~ ?)
      - 서손자 : 심우민(沈友敏, 1572 ~ ?)
      - 서손자 : 심우영(沈友英, 1576 ~ ?)
      - 손녀 : 동래 정씨 정문기(鄭文起)의 처

    - 4남 : 심수(沈鐩) - 심순경의 차남 심흥원에게 출계
    - 며느리 : 죽산 박씨 - 정랑(正郞) 박종호(朴宗豪)의 딸
      - 손자 : 심우성(沈友性)
      - 손자 : 심우현(沈友俔)
      - 손자 : 심우신(沈友信)
      - 손자 : 심우관(沈友慣)
      - 손자 : 심우인(心友仁)